# 사야드-2
사야드-2(Sayyad-2)는 이란의 지대공 미사일이다.

## 역사
1979년 이란 혁명이 발생하기 전, 미국은 SM-2 함대공 미사일을 이란에 수출했다. SM-2 미사일을 이란이 국산화 한 것이 사야드-2 미사일이다.
2019년 6월 20일, 이란은 사야드 지대공 미사일로 미국의 RQ-4 글로벌 호크 무인 정찰기를 격추했다.

## 파생형
- 사야드-2: 사거리 100–120 km, 고도 27 km, 속도 마하 4
- 사야드-3: 사거리 120-150 km, 고도 30 km, 속도 마하 5

## 같이 보기
- 라드 (대공미사일)